# Рейхани, Амин
Амин Фарис Антун ар-Рейхани (араб. أمين فارس أنطوان الريحاني‎; 1876, Фурейка, Ливан — 1940) — ливанский писатель.

## Биография
Родился в семье землевладельца.
С 1888 года жил в США, где учился на юридическом факультете Колумбийского университета.
После возвращения на родину в 1904 году пропагандировал идею слияния цивилизаций Востока и Запада.
Автор романов "Лилия дна" (1915) и "Вне гарема" (1917).
Этико-философские взгляды выражены в сборнике "Рейханият" (в 4-х томах, 1922‒1923), куда вошли эссе, статьи, речи и стихотворения в прозе, большей частью автобиографического характера. Здесь вместе с призывами к братству людей описывается тяжёлая жизнь арабов на чужбине, критикуется американская действительность, воспевается природа Ливана, ("Сердце Ливана", 1924).
Поездки по арабским странам дали материал для книг "Арабские правители" (1924), "Современная история Неджда" (1927), "Сердце Ирака" (1935), повлиявших на арабскую публицистику.

## Публикации в русском переводе
- В сборнике: Арабская проза. — М., 1958.
- В сборнике: Рассказы писателей Ливана. — М., 1958.

- Избранное. Л., 1988.